# Åke Lorentzson
Gustav Åke Lorentzson eller Lorentzon, född 8 maj 1909 i Madesjö i Kalmar län, död 4 mars 1999 i Växjö, var en svensk skulptör, målare och teckningslärare.
Han var son till lantbrukaren Johan Lorentz Petersson och Alma Johansson och från 1947 gift med fil. mag. Gunnel Margareta Johansson. Lorentzson studerade vid Högre konstindustriella skolan i Stockholm 1932–1935 och under studieresor till Nederländerna, Belgien och England. Separat ställde han ut i Sunne och han medverkade i Värmlands konstförenings utställningar på Värmlands museum i Karlstad. Bland hans offentliga arbeten märks ett altarskåp till doprummet på Sunne prästgård och en dekorativ målning för KFUM:s sommarhem i Norrbyskär.